# Le'Ron McClain

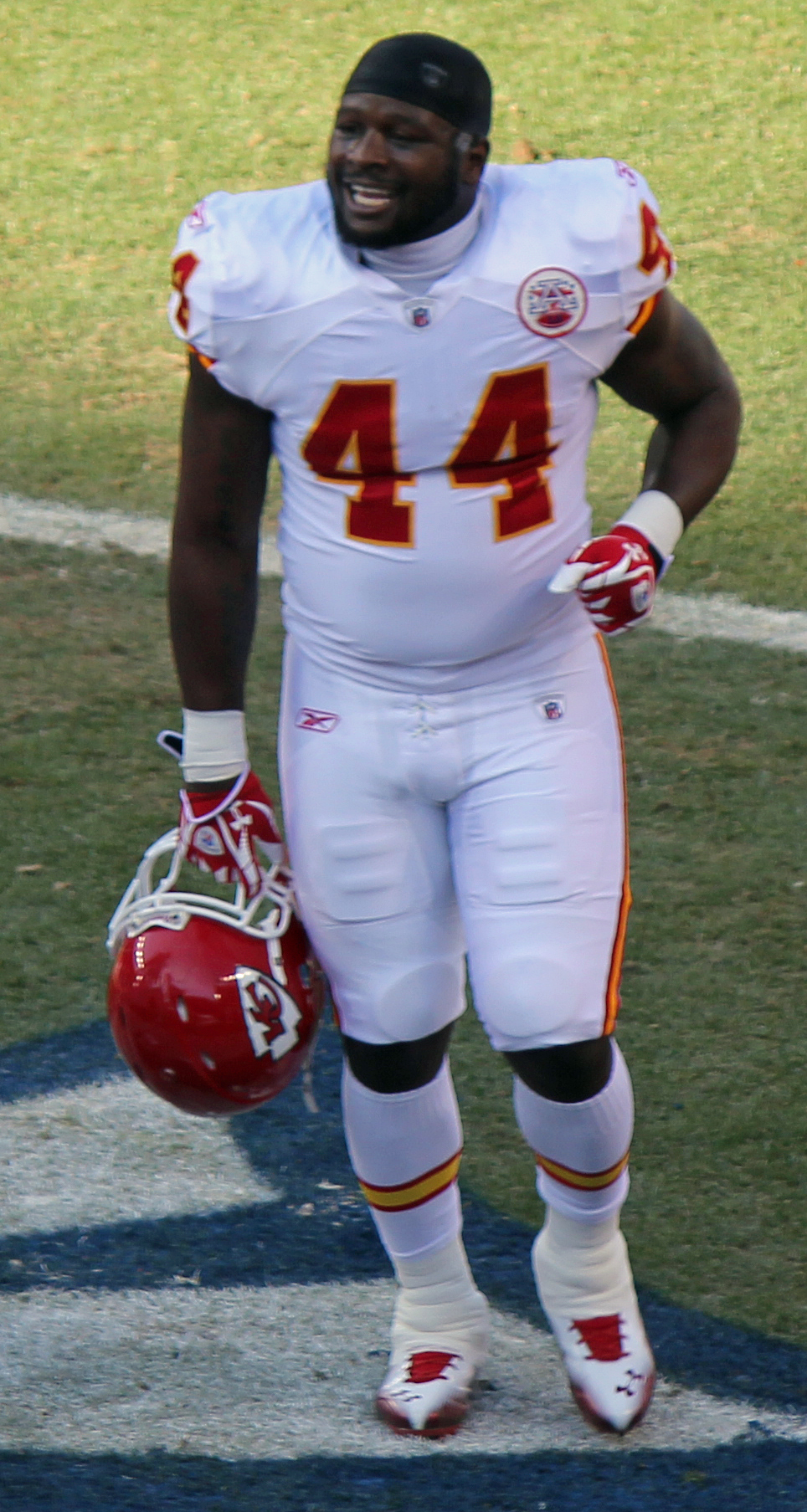
Le'Ron McClain

Le'Ron De'Mar McClain (27 de dezembro de 1984, Fort Wayne, Indiana) é um ex jogador de futebol americano que atuava na posição de fullback na National Football League. Jogou futebol americano universitário pela Universidade do Alabama e foi escolhido pelo Baltimore Ravens na quarta rodada do Draft de 2007 da NFL. Ele permaneceu com os Ravens até 2010. Ele também jogou pelo Kansas City Chiefs (2011) e pelo San Diego Chargers (2012-2013).

## Números
- Jardas terrestres: 1 310
- Touchdowns terrestres: 13

- Recepções: 94
- Jardas recebidas: 557
- Touchdowns recebidos: 3